# Juan José Baños
El general Juan José Baños Clavel fue un militar mexicano que participó en la Revolución mexicanaNació en Pinotepa Nacional Oaxaca, en donde hizo sus primeros estudios. Fue constitucionalista y jefe de la Brigada "Plan de Guadalupe", con la que controló la llamada Costa Chica, sentando su base de operaciones en la Pinotepa Nacional. El movimiento de Juan José Baños, fue uno de los pocos autóctonos que simpatizaron con la Revolución. En 1920 se unió al movimiento obregonista contra Victoriano Huerta del bando de Venustiano Carranza, logrando el grado de general brigadier con antigüedad del 3 de junio de 1921. 
Durante los inicios de la revolución, el entonces presidente de Pinotepa Don Pedro Rodríguez fue asesinado junto con Don Santiago Baños, hermano del todavía Capitán Juan José Baños. Causa por la cual Baños se estableció en Pinotepa y se hizo cargo militar y políticamente enfrentando y ahuyentando a todo tipo de bandoleros y forasteros que atentaran contra el municipio.